# ISO 3166-2:LS
ISO 3166-2:LS es la entrada para Lesoto en ISO 3166-2, parte de los códigos de normalización ISO 3166 publicados por la Organización Internacional de Normalización (ISO), que define los códigos para los nombres de las principales subdivisiones (p.ej., provincias o estados) de todos los países codificados en ISO 3166-1.
En la actualidad, para Lesoto los códigos ISO 3166-2 se definen en 10 distritos.
Cada código consta de dos partes, separadas por un guion. La primera parte es LS, el código para Lesoto de la ISO 3166-1 alfa-2. La segunda parte tiene una letra (A–K excepto I).

## Códigos actuales
Los nombres de las subdivisiones se ordenan según el estándar ISO 3166-2 publicado por la Agencia de Mantenimiento ISO 3166 (ISO 3166/MA).
Pulsa sobre el botón en la cabecera para ordenar cada columna.
| Código | Nombre de la subdivisión (en, st) | Nombre de la subdivisión (es) | Variante local |
| ------ | --------------------------------- | ----------------------------- | -------------- |
| LS-D   | Berea                             | Berea                         |                |
| LS-B   | Botha-Bothe                       | Butha-Buthe                   | Butha-Buthe    |
| LS-C   | Leribe                            | Leribe                        |                |
| LS-E   | Mafeteng                          | Mafeteng                      |                |
| LS-A   | Maseru                            | Maseru                        |                |
| LS-F   | Mohale's Hoek                     | Mohale's Hoek                 |                |
| LS-J   | Mokhotlong                        | Mokhotlong                    |                |
| LS-H   | Qacha's Nek                       | Qacha's Nek                   |                |
| LS-G   | Quthing                           | Quthing                       |                |
| LS-K   | Thaba-Tseka                       | Thaba-Tseka                   |                |

## Cambios
Los siguientes cambios de entradas han sido anunciados en los boletines de noticias emitidos por el ISO 3166/MA desde la primera publicación del ISO 3166-2 en 1998, cesando esta actividad informativa en 2013.
| Informe                       | Fecha de emisión                     | Descripción del cambio reportado                                                                                                   |
| ----------------------------- | ------------------------------------ | --- |
| Boletín II-3                  | 2011-12-13 (corregido el 2011-12-15) | Se añade el término genérico administrativo local Se actualizan: los idiomas oficiales según la ISO 3166-2 y el origen de la lista |
| Plataforma en línea de la ISO | 2020-11-24                           | Cambio ortográfico de LS-B; se añade la fariante local de LS-B; Se actualiza el origen de la lista                                 |